# Mariana Corbo
Mariana Betina Corbo Odone (* 8. Oktober 1977) ist eine ehemalige uruguayische Fußballschiedsrichterassistentin.
Corbo leitete zwei WM-Spiele bei der Weltmeisterschaft 2011 in Deutschland und zwei Spiele beim olympischen Fußballturnier 2012 im Vereinigten Königreich. Zudem war sie als Schiedsrichterassistentin bei der U-20-Weltmeisterschaft 2014 in Kanada und bei der U-20-Weltmeisterschaft 2016 in Papua-Neuguinea im Einsatz.
Corbo hat einen Sohn und arbeitet in einer Buchhaltungsfirma.